# Дюплекс (фільм)
«Дюплекс» (англ. Duplex) — американський комедійний фільм 2003 року спільного американсько-німецького виробництва. Режисером фільму є Денні ДеВіто. У головних ролях знялися Бен Стіллер і Дрю Беррімор. Прем'єра фільму в Україні відбулася 9 січня 2004 року. Назва фільму означає двоповерхову квартиру.

## Сюжет
Головні герої кінострічки — молода родина Алекса Роуз та Ненсі Кендрікс. Алекс — письменник, а Ненсі працює журналісткою. Вони вирішили купити собі нове помешкання — власну квартиру. Вибір їх зупинився на дюплексі — будинку з двома квартирами й одним входом. Агент із нерухомості повідомив Алекса і Ненсі, що на другому поверсі живе мила стара місис Коннеллі — самотня ірландка, чоловік якої загинув ще у 60-ті, тому єдиним її товаришем є папуга ара.
Та після знайомства подружжя із новою сусідкою виявилося, що вона не така вже мила жінка — вже через кілька тижнів обидва втратили роботу: Алекс дивом встиг дописати свою книжку, проте стара кинула його ноутбук у полум'я, а Ненсі через заклопотаність помилково надіслала замість своєї статті фотографії чоловіка у друк. Крім того, у місис Коннелі текли труби у ванній кімнаті, вона надзвичайно гучно вмикала телевізор вночі і кожну п'ятницю репетирувала в своєму помешканні гру із оркестром. Після всіх цих подій Алекс і Ненсі усвідомили, що хочуть позбутися старої. Вони чинили кілька спроб убити місис Коннелі — намагалися заразити її грипом, розмити кислотою підлогу на її поверсі. Та все виявилося марним — тільки поліцейський (офіцер Ден) став пильніше спостерігати за Алексом і Ненсі. Тоді вони наважилися замовити свою сусідку професійному кілеру — щоб сплатити йому 25 тис. дол., подружжя було змушено продати всі меблі.
Вбивство місис Коннелі було заплановано на Святвечір Різдва. Та в найголовніший момент, коли кілер вже просувався кімнатою старої, до них завітав офіцер Ден. Алекс і Ненсі відвернули його увагу, але в той час стара прокинулася й вдарила кілера гарпуном. Після цього її поверх почав палати, і Алекс та Ненсі врятували стару і її папугу від пожежі. Після цього їм нічого не лишалося крім того, аби продати квартиру своєї мрії. У день продажу Алекс і Ненсі разом із агентом нерухомості піднялися попрощатися із місис Коннеллі, та виявилося, що вона померла.
Насправді ж стара просто затримала дихання, а агент нерухомості був її сином — родина вдало заробляла тим, що виселяла кожних нових мешканців дуплекса.

## У головних ролях
- Бен Стіллер — Алекс Роуз, письменник;
- Дрю Беррімор — Ненсі Кендрікс, журналіст;
- Айлін Ессель — місис Коннеллі, сусідка Алекса і Ненсі;
- Гарві Фірштейн — Кеннет;
- Джастін Теру — Куп;
- Джеймс Ремар — Чік;
- Роберт Віздом — Ден, офіцер поліції;
- Свузі Керц — Джин;
- Воллес Шон — Герман;
- Мая Рудольф — Тара;
- Амбер Валета — Селіна;
- Євген Лазарев — сантехнік;
- Трейсі Волтер — клієнт у аптеці;
- Денні ДеВіто — оповідач (голос);

## Касові збори
У США фільм отримав $9,692,135, за кордоном — $9,630,000 (усього — $19,322,135).

## Кінокритика
На сайтах Rotten Tomatoes та Metacritic кінострічка отримала посередні оцінки — відповідно 37 % (39 схвальних відгуків і 66 негативних) і 50 %.